# 水ト麻美
もしかして
水卜麻美（）
※ 片仮名の「ト」ではなく占いを意味する漢字「卜」
ではありませんか?